# نمط جماعي X
النمط جماعي X (بالإنجليزية: Haplogroup X)‏ هو نمط جماعي لدنا المتقدرة البشري، يتواجد في أمريكا وأوروبا وغرب آسيا وفي شمال وقرن إفريقيا.

## الأصل
التسلسل الجيني للنمط الجماعي X تفرع في الأصل من النمط الجماعي N، وتفرع أكثر منذ آلاف السنين،  مشكلا مجموعتين فرعيتين هما: X1 وX2.